# Стружевиці
Стружевиці (пол. Stróżewice, нім. Hermstal) — село в Польщі, у гміні Ходзеж Ходзезького повіту Великопольського воєводства.
Населення — 244 особи (2011).
У 1975-1998 роках село належало до Пільського воєводства.

## Демографія
Демографічна структура станом на 31 березня 2011 року:
|          | Загалом | Допрацездатний вік | Працездатний вік | Постпрацездатний вік |
| -------- | ------- | ------------------ | ---------------- | -------------------- |
| Чоловіки | 122     | 31                 | 85               | 6                    |
| Жінки    | 122     | 29                 | 72               | 21                   |
| Разом    | 244     | 60                 | 157              | 27                   |